# Tomba dell'Iscrizione
La tomba dell'Iscrizione è una delle tombe etrusche di Chiusi, situate a circa 2 km dall'abitato sulla strada per il lago di Chiusi, nella necropoli di Poggio Renzo.
La tomba, che non è aperta al pubblico, deve il suo nome all'iscrizione a grandi lettere posta su una nicchia scavata nella parete sinistra del vano di fondo. Vi è scritto ein thun ara enan, che potrebbe voler dire "non fare o non mettere niente qui".
La tomba è interamente scavata nell'arenaria ed è sormontata da un piccolo tumulo. Un lungo dromos trapezoidale conduce alle camere che sono disposte a croce attorno a un atrio centrale rettangolare.
Il vano dell'iscrizione ha una banchina funebre e un altro letto funebre si trova nella camera sinistra, sulla parete destra.